# Skäl (motivering)
Skäl är motiveringen till ett beslut av något slag.

## Sverige
I Sverige stadgar 20 § förvaltningslagen, att ett myndighetsbeslut i ett ärende skall innehålla de skäl som har lett fram till beslutet. Under vissa omständigheter kan dock skälen helt eller delvis utelämnas, till exempel om myndigheten bifaller en ansökan och bifallet inte kan tänkas inskränka på någon tredje mans rätt.
Den som berörs av ärendet, skall kunna förstå varför myndigheten har fattat sitt beslut och om personen vill överklaga beslutet kan skälen användas för att argumentera emot. Om myndigheten svarar på överklagandet, får myndigheten inte hänvisa till andra skäl för sitt beslut än de som framgår av beslutet.
När en domstol avkunnar en dom, kallas skälen för domskäl.